# استغلال القدرة

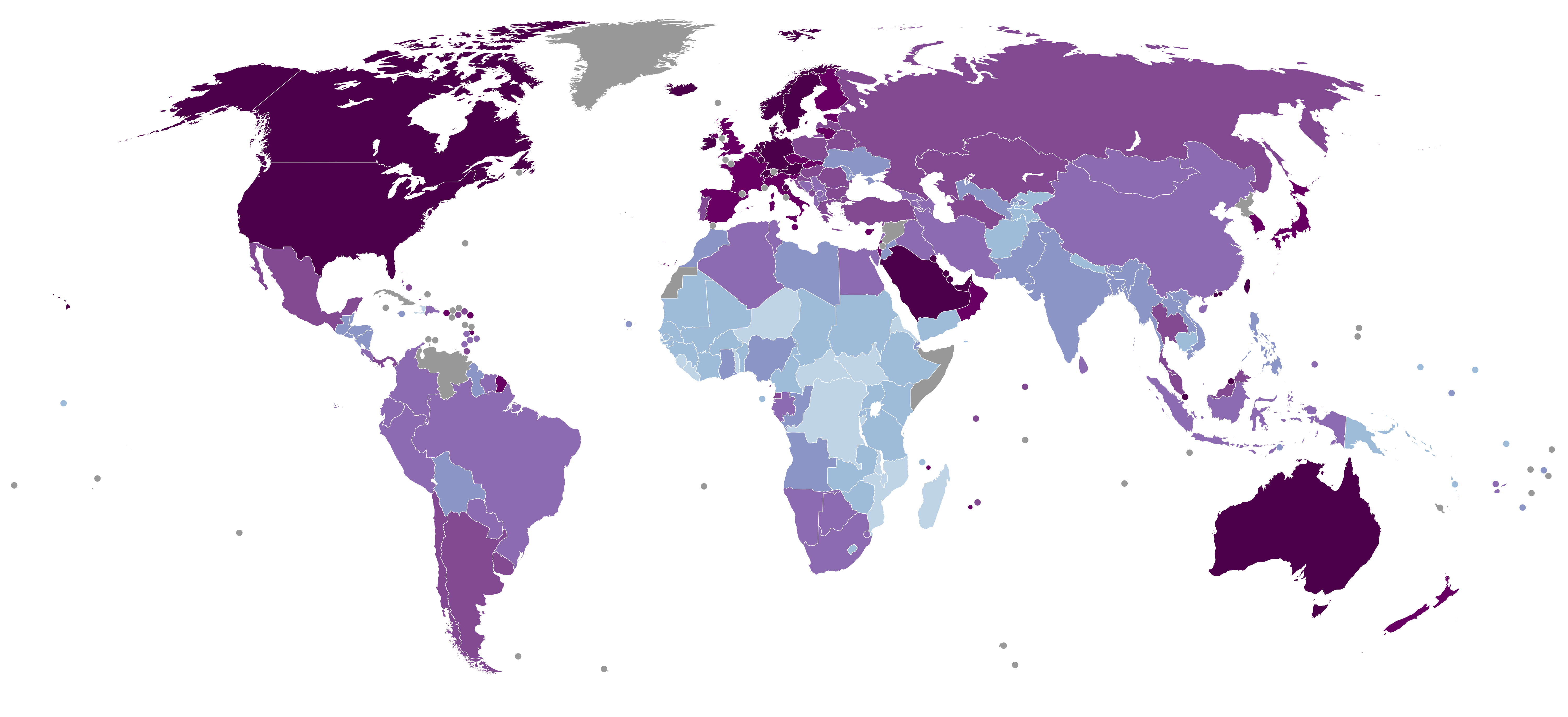

استغلال القدرة  (بالإنجليزية: Capacity utilization) هو اصطلاح اقتصادي يعبر عن مدى استغلال شركة أو دولة للمنشآت الإنتاجية الموجودة فيه. وهي في ذلك تقارن بين كمية الإنتاج الحقيقي والإمكانيات الإنتاجية للأجهزة، والإنتاجية الكاملة الممكنة التي يمكن الوصول إليها إذا اشتغلت القدرات بكامل طاقتها الإنتاجية.

## اهميته الاقتصادية
إذا تزايدت الحاجة الشرائية، يتزايد استغلال القدرة. وإذا ضعف الإقبال على الشراءستغلال القدرة، ضعفت بالتالي استغلال القدرة الإنتاجية. ويتابع الاقتصاديون والبنوك مؤشرات استغلال القدرات كعامل من عوامل ارتفاع أسعار المنتجات والغلاء. وقد بينت الخبرة أن زيادة استغلال القدرة بحيث يكون بين 82 % و 85 % يكون مصحوبا بارتفاع الأسعار. فوجود جزء في إمكانيت الإنتاج غير مستغلة يعني عدم وجود طلب كاف للبضائع.
وتعبر معدل استغلال القدرات عن مدى كفاءة العوامل الإنتاجية، وتبين بعض الاخصائيات أن بعض الصناعات في البلاد المتقدمة صناعيا تعاني من زيادة مزمنة في القدرات. وتوجد انتقادات لاقتصاديات السوق وهي تقول أن ترك السوق حرا لتحديد الأسعار ليست كفيئة كما يبدو للوهلة الأولى، حيث أن نحو 1/5 الإنتاج يمكن إنتاجه أيضا وبيعه، في حالة وجود توزيع أحسن للقوة الشرائية.

## قياسه
تستخدم الطرق الاحصائية الاقتصادية لتعيين استغلال القدرة في إنتاج بضائع ومنتجات صناعية على مستوي الشركة أو المصنع. وباعتبار ان الاستغلال بنسبة 100% هو المعدل في حالة الاستغلال الكامل للموارد، يكون معدل الاستغلال عادة أقل من ذلك الحد الأقصى. ويسمى معدل الإنتاج العادي «معدل التشغيل». فإذا كان معدل التشغيل مرتفعا، يسمى ذلك «تشغيل عال»، بينما إذا كان معدل التشغيل منخفضا فتسمى تلك الحالة «فائض في القدرة» غير مستغل.

## المقاييس الهندسية والاقتصادية
من التعريفات المستخدمة لمعدل استغلال القدرة هو النسبة بين كمية الإنتاج الواقعية والإمكانيات الإنتاجية الموجودة بالمصنع. ويمكن تعريف الإمكانيات الموجودة بطريقتين:
الطريقة الأولى هي الطريقة الهندسية التقنية التي تقول أن الإمكانية الإنتاجية هي الكمية القصوى للإنتاج في فترة زمنية قصيرة بالوسائل الموجودة. وبناء على ذلك يكون استغلال القدرة عبارة عن موازنة متوسط المعدل بين الإنتاج الواقعي للمصنع بالإنتاجية القصوى التي يمكن إنتاجها في الوحدة الزمنية وبالمعدات الموجودة. وبالنسبة للإنتاج فيمكن قياسه إما بعدد المنتجات أو بثمنها في السوق، وعادة تقاس بثمنها في السوق.
ولكن عند زيادة الإنتاج بمقدار تحت القدرة القصوى، فإن معظم المنتجين يدخل حالة بزيد فيها سعر الإنتاج. ومثال على ذلك ارتفاع متوسط سعر الإنتاج بسبب الاضطرار لتشغيل عدد أكبر من ورديات التشغيل، وزيادة أعمال الصيانة.. وغيرها.
والطريقة الثانية هي التعريف الاقتصادي  لمعدل الاستغلال، وهي يقيس النسبة بين الكمية المنتجة الواقعية ومستوى الإنتاج الذي عنده يبدأ سعر الإنتاج في الارتفاع. ويريد الخبير الاقتصادي معرفة الحد الإنتاجي الذي فوقه يصحب زيادة الإنتاج زيادة في سعر الإنتاج. وعادة، يزيد المعدل بحسب التعريف الاقتصادي بمقدار نحو 10 % عن معدل المقياس الهندسي، ولكن عند فحص البيانات على مستوى التشغيل الطويل، نجد أن كل من الطريقتين تصل إلى نفس النتيجة.

## وصلات خارجية
FAO discussion of concepts and measures:

Measuring capacity utilization in OECD countries:

Economic Reforms and Industrial Performance: An analysis of Capacity Utilization in Indian Manufacturing: